# Бурбуль
Бурбуль (африк. boerboel) — африканская порода собак, не признанная МКФ.
Из-за размеров и характеристик породы часто использовалась как собака для охоты на рабов.

## Происхождение
Общий облик, а также характер породы несёт в себе много общего с многими старинными породами европейских молоссов и травильных собак, и это приводит к предположению, что бурбули — древняя порода европейских собак, завезённая в ЮАР и в процессе смешанная с туземными. Бурбули — служебные собаки с очень хорошими охранными качествами, как и у большинства собак рода мастифов. Их долгое время использовали для охраны домов и даже оставляли одних на крестьянских фермах с маленькими детьми для безопасности. Также их использовали как охотничье-травильных собак на хищников. Позже этими собаками заинтересовались кинологи из Южной Африки и начали работу по её усовершенствованию. Изначально такие собаки отличались весьма перспективными характеристиками, дело в том, что все особи уже имели неизменный, чётко сформированный внешний вид, без существенных отличий между собой, а также имелись чётко выраженные черты характера, которые в дальнейшем не пришлось доводить до совершенства.

## Внешний вид
Весь внешний вид бурбуля говорит о том, что он принадлежит к древнему роду мастифообразных. Собака сильная. Несмотря на всю свою мощь, бурбуль — очень ловкая и пластичная собака, она обладает мгновенной реакцией и способна оценивать ситуацию в считаные секунды. Слегка удлинённое тело и отлично развитая спина позволяют ей при необходимости передвигаться с высокой скоростью. Отлично развиты и мускулистые ноги, чему сильно способствуют дополнительные физические занятия. Голова у бурбуля большая, но с чётко выраженными пропорциями. Данная порода собак относится к разряду гладкошёрстных, короткая, блестящая, но довольно жёсткая шерсть плотно прилегает к телу. Окрас может варьироваться в пределах нескольких оттенков коричневого цвета, уши несколько более тёмные, чем всё остальное тело, на морде чёрная маска.
Рост собак составляет — для суки 59—65 см, кобеля 65—70 см, масса от 60 и до 90 кг.

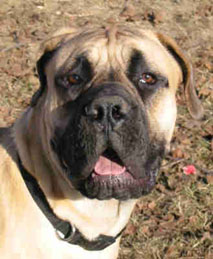
Бурбуль

## Характер
Бурбули очень сильные и выносливые собаки. Изначально тело такой собаки хорошо сложено, но, чтобы она выглядела здоровой, необходимо подвергать её физическим нагрузкам, а особенно длительным пешим прогулкам не менее 5 километров дважды в день. У собак этой породы недостаточная физическая активность может вызывать гиперактивность и спонтанную агрессию, которая может привести к нападениям на посторонних людей. Бурбули очень доминантны и не признают никого, кроме своего хозяина, могут проявлять свой упрямый характер даже в отношении него. Бурбулям необходимы долгие, изнуряющие прогулки, их надо «выматывать» с помощью собачьих аксессуаров — палки, мячика, игрушек.

## Нападения на людей
30 июня 2009 года в поселке Тарховка Курортного района Санкт-Петербурге три бурбуля — две взрослые особи и щенок, принадлежавших местному бизнесмену, на тропинке лесопарка напали на 13-летнего подростка. По версии телеканала «100ТВ», сначала одна из собак укусила подростка за ногу — мальчик закричал, после чего на него набросились остальные собаки, а 49-летняя гувернантка-хендлер, выгуливавшая собак без намордников, не смогла удержать их на поводке. Ребёнок был спасён находившимся недалеко нарядом милиции. Чтобы остановить собак, милиционеры выпустили полтора десятка пуль.
Одна собака была застрелена, вторая тяжело ранена. Подросток в тяжёлом состоянии был доставлен в больницу, где была проведена 10-часовая операция. По версии «Российской газеты», гувернантке было 59 лет, а ребёнок в результате этого происшествия стал инвалидом.
В начале июня 2010 года в садоводческом товариществе близ Санкт-Петербурга произошло очередное нападение бурбуля на человека с очень тяжёлыми последствиями. Собака массой в 70 кг, которую привезли местные дачники, находившаяся на самовыгуле, напала на 12-летнего мальчика и практически отгрызла ему ногу, кусала за голову. Ребёнок стал инвалидом.
30 июня 2010 года под Киевом три бурбуля напали на 35-летнюю женщину, нанеся очень тяжёлые повреждения. Хозяйка не смогла сдержать собак, и они набросились на проходившую мимо женщину. Операция по спасению пострадавшей длилась четыре часа. Хирурги наложили на разорванное тело 230 швов, голову врачам пришлось собирать из семи кусочков — собаки сняли с женщины скальп.
10 июля 2012 года в посёлке Васкелово Ленинградской области (станция 54 км) бурбуль набросился на пенсионера. Получивший множественные рвано-скальпированные раны головы, лица, шеи, кисти, пенсионер скончался от сепсиса через 2 месяца.
15 ноября 2020 года в учебно-дрессировочном центре и коммерческой передержки в Дмитровском районе. Собака массой в 85 килограмм (по словам владельцев) по кличке Лион напал на сотрудника из-за нарушения техники безопасности.
Увидев это сотрудница-кинолог попыталась оттащить собаку, но так же была покусана и после госпитализирована в СКЛИФ с несколькими переломами.